# ケープノウサギ
ケープノウサギ (学名:Lepus capensis)はウサギ科の哺乳類の一種。アフリカに広く分布し(西アフリカおよび中央アフリカの森林地帯を除く)、アラビア半島からイラクにかけても生息する。オーストラリアにも持ち込まれている。

## 形態
ケープノウサギの毛皮は上側は灰褐色で黒い斑があり、下側は白っぽい。尾はふさふさして上側は黒く、下側は体と同じく白い。耳は長く先が黒い。逃げるときは耳と白黒の尾がかなり目立つ。体長は50から55センチメートル、体重は1.5から2.5キログラムで、ヤブノウサギよりも小さい。

## 生態

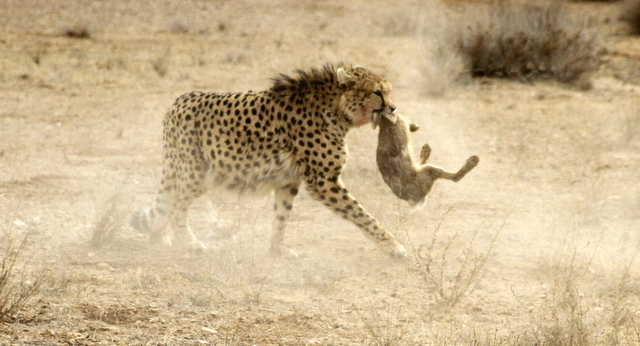
イラン、ミアンダシュ野生生物保護区にて、アジアチーターに捕まったノウサギ。

ケープノウサギは主に草原や半砂漠などの開けた乾燥地に生息するが、山地にも棲む。畑や農場にいることもあるが、深い森には棲まない。夜行性で、日中は灌木や草の茂みのすぐ近くに前足で掘ったくぼみに身を隠す。外敵が近づくと耳を頭にぴったりつけ、すぐ近くにまで迫られると隠れ場所から突然飛び出して逃走する。長い後ろ足を活かし、捕食者から逃げるときには非常に早く走ることができ、木登りや泳ぎも上手い。逃げ足は 60 km/h にも及び、ヒョウ、カラカル、セグロジャッカルなどのチーターを除く捕食者は追い付くことができず、待ち伏せ猟を行う。夜に食物を探しに出かける。草やハーブなどの植物を食べるが、木の実やキノコなども食べる。他のウサギ類と同様に食糞も行う。

## 生殖
メスは年に4回まで出産することができ、妊娠期間はおよそ42日で一度に2羽ないし6羽の仔を産む。生まれるときには毛は生え揃っており、目も開いている。3週間後には固体の食べ物をとるようになり、4週間後には離乳する。およそ7ヶ月から9ヶ月で性成熟に達する。
寿命は長ければ5、6年だが、多くの個体は寿命まで生きのびることができない。

## 保全状況
ケープノウサギの捕食者は大型ネコや猛禽など数多く、人類にも肉や毛皮のために狩猟されるため、減少傾向にある。しかし、生息域が広く、非常に多産なため、IUCNによる保全状況評価は"Least Concern"である。

## 分類
この種とノウサギ属の他の種との明確な境界については未だに議論がある。以前はケープノウサギとヤブノウサギ(Lepus europaeus)、コルシカノウサギ(L. corsicanus)、イベリアノウサギ(L. granatensis)、および中央アジアに棲むトライノウサギ(L. tolai)は同じ種と考えられていたが、今では別々の種として区別されることが多い。

### 亜種
アフリカには、以下の12の亜種が存在する。
- Lepus capensis capensis
- Lepus capensis aquilo
- Lepus capensis carpi
- Lepus capensis granti
- Lepus capensis aegyptius
- Lepus capensis hawkeri
- Lepus capensis isabellinus
- Lepus capensis sinaiticus
- Lepus capensis arabicus
- Lepus capensis atlanticus
- Lepus capensis whitakeri
- Lepus capensis schlumbergi

## ギャラリー
- Lepus capensis arabicus：アラブ首長国連邦、アブダビの Watba Camel Race Track にて